# Shepody
Die Kartoffelsorte Shepody wurde 1980 als Speisekartoffel in Kanada zugelassen. Die sehr großen  Knollen sind langoval mit glatter, gelber Schale und weißem Fruchtfleisch. Der Ertrag ist sehr hoch. Die Sorte ist geeignet für die Herstellung von Pommes frites. Sie ist allerdings anfällig für Viruserkrankungen, Krautfäule und Kartoffelnematoden. 